# زنگوله بدبو
زنگوله بدبو (نام علمی: Fritillaria agrestis) نام یک گونه از سرده لاله واژگون است.